# Tapeba
Tapeba (isto i Tabeba, Tapebano; prema nekima dolazi od Perna-de-pau ili drvena noga), pleme američkih Indijanaca s rijeke Ceará u brazilskoj državi Ceará na području općine Caucaia. Jezično su ostali neklasificirani, a danas se služe portugalskim jezikom. Populacija im iznosi preko 900 (984; 1995 AMTB); po drugim podacima 5.741 (Funasa - 2006).
Danas žive na 12 sela ili aldeja (aldeias): Lagoa 1, Lagoa 2, Coité, Jardim, Capuan, Trilho, Capoeira, També 1, També 2, Lamerão, Sobradinho i Ponte.

## Vanjske poveznice
- Visiting the Tapeba Tribe  Arhivirana inačica izvorne stranice od 25. srpnja 2008. (Wayback Machine)